# 16 Mcphater Street

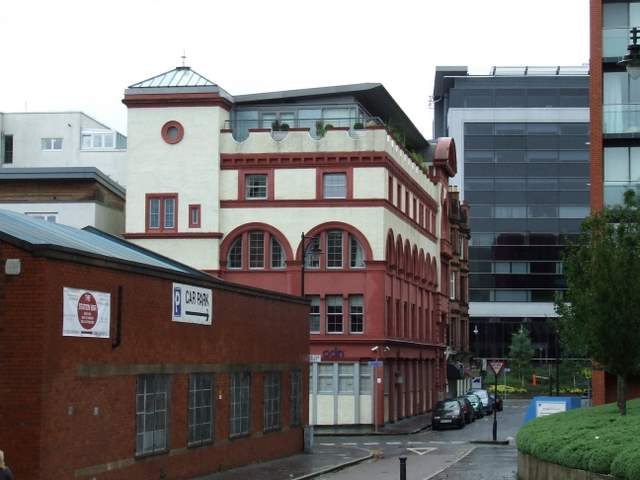
16 Mcphater Street

Unter der Adresse 16 Mcphater Street in der schottischen Stadt Glasgow befindet sich ein Geschäftsgebäude. 1970 wurde das Bauwerk als Einzeldenkmal in die schottischen Denkmallisten in der höchsten Denkmalkategorie A aufgenommen.

## Geschichte
Das Gebäude wurde in zwei Bauphasen erbaut. 1892 entstand der westliche Abschnitt. Für den Entwurf zeichnet der schottische Architekt William James Anderson verantwortlich. 1895 wurde der drei Achsen weite östliche Abschnitt, ebenfalls nach einem Entwurf Andersons, angebaut. In dem Geschäftsgebäude wurde zwischenzeitlich eine Pension eingerichtet.

## Beschreibung
Es handelt sich um das Eckhaus an der Einmündung der Dunblane Street in die McPhater Street nördlich des Glasgower Stadtzentrums. Das ehemalige Lagergebäude ist in einer eigenwilligen Interpretation des historisierenden Italianate-Stil ausgestaltet. Entlang der Mcphater Street ist das vierstöckige Gebäude acht Achsen und entlang der Dunblane Street vier Achsen weit. Der eine Achse weite neuere Bauabschnitt rechts an der Mcphater Street ist höher und detaillierter ausgestaltet. Er schließt mit einem Segmentbogengiebel. Die Sprossenfensterzeile entlang des Erdgeschosses des sieben Achsen weiten westlichen Abschnitts ist mit Pilastern und Halbsäulen gestaltet. Im ersten Obergeschoss sind Zwillingsfenster, darüber Thermenfenster verbaut. Im dritten Obergeschoss finden sich kleine, teils gekuppelte Fenster.
Die Fassade entlang der Dunblane Street ist analog der Hauptfassade ausgestaltet. Links oberhalb des Eingangsportals kragt ein Zwerchgiebel aus, wodurch der Eindruck eines Turms entsteht.